# Anthaxia simiola
Anthaxia simiola es una especie de escarabajo del género Anthaxia, familia Buprestidae. Fue descrita científicamente por Casey en 1884.

## Distribución
Habita en el Neártico, Neotrópico, región indomalaya, Paleártico y región afrotropical.